# Dorota Sands
Dorota Anna Sands – polska alergolog,  dr hab. nauk medycznych, profesor zwyczajny Instytutu Matki i Dziecka.

## Życiorys
16 grudnia 1999 obroniła pracę doktorską Wyniki kompleksowego leczenia dzieci chorych na mukowiscydozę z użyciem rekombinowanej DNazy, 19 kwietnia 2011 habilitowała się na podstawie pracy zatytułowanej Mukowiscydoza - różnorodność fenotypowa i wyzwania diagnostyczne. 22 czerwca 2016 nadano jej tytuł profesora w zakresie nauk medycznych.
Jest zatrudniona na stanowisku profesora zwyczajnego w Instytucie Matki i Dziecka.
Odznaczona Srebrnym (2016) i Złotym (2021) Krzyżem Zasługi.